# Dacite
La dacite è una roccia magmatica effusiva costituita principalmente da quarzo, plagioclasio di media acidità (oligoclasio e andesina), accompagnati da biotite e anfiboli. È una roccia felsica con una composizione chimica di silice tra il 63 e il 68% ed è caratterizzata da una tessitura porfirica.
La dacite può essere considerata la corrispondente effusiva delle dioriti quarzifere e delle tonaliti.
Il nome dacite deriva da Dacia, la provincia romana dove per prima venne descritta questa roccia.
Luoghi di presenza della dacite sono la Transilvania, le Ande, la parte orientale del Nord America e i Caraibi. In Italia è presente in Sardegna.

## Composizione chimica e norma
|       | % in peso |
| ----- | --------- |
| SiO2  | 65,98     |
| TiO2  | 0,59      |
| Al2O3 | 16,15     |
| Fe2O3 | 2,47      |
| FeO   | 2,33      |
| MnO   | 0,09      |
| MgO   | 1,81      |
| CaO   | 4,38      |
| Na2O  | 3,85      |
| K2O   | 2,20      |
| P2O5  | 0,15      |

|            | % in peso |
| ---------- | --------- |
| Quarzo     | 22,73     |
| Ortoclasio | 12,82     |
| Albite     | 32,07     |
| Anortite   | 20,01     |
| Diopside   | 0,11      |
| Iperstene  | 5,73      |
| Magnetite  | 3,53      |
| Ilmenite   | 1,09      |
| Apatite    | 0,34      |